# Hydropsyche waltoni
Hydropsyche waltoni är en nattsländeart som beskrevs av Martynov 1930. Hydropsyche waltoni ingår i släktet Hydropsyche och familjen ryssjenattsländor. Inga underarter finns listade i Catalogue of Life.